# Pseudobissetia
Pseudobissetia és un gènere d'arnes de la família Crambidae.

## Taxonomia
- Pseudobissetia terrestrellus (Christoph, 1885)
- Pseudobissetia ustalis (Hampson, 1919)